# فايتس
فايتس هي بلدية في النمسا، في النمسا، تقع في Weiz District ‏ ، وهي عاصمتها، بلغ عدد سكانها 11,431  نسمة وذلك حسب إحصائيات سنة 2016، تبلغ مساحتها 5.07 كيلومتر مربع، رمزها البريدي هو 8160.

## مدن توأم
المدن التوأم:
- أوفنبورغ.

## أعلام
- كيفين فريسينبيتشلير
- ماريان فريتز